# コペンハーゲン催眠殺人事件
コペンハーゲン催眠殺人事件 (コペンハーゲンさいみんさつじんじけん、英：Copenhagen hypnosis murders、デンマーク語:Hypnosemordet) とは1951年3月29日にデンマークのコペンハーゲンで起きた銀行強盗事件である。
この事件は実行犯のパレ・ハードラップがビョルン・シュー・ニールセンに催眠術をかけられて銀行強盗と殺人を行ったとされた事件であり、催眠術をかけたニールセンが正犯として無期懲役になり、実行犯のハードラップが心神喪失無罪になった判例でもある。ハードラップは銀行の出納係と支店長を射殺して金を手に入れることに失敗して自転車で近くの通りまで逃走後に階段の吹き抜けに隠れていた所を警察に逮捕された。

## 捜査内容
ハードラップが逃走に使った自転車はニールセンの物だった。事件から数日後にニールセン本人が警察に連絡してハードラップが自分の自転車を使ったからといって、自分が強盗の容疑者でないことを確認したいと主張した。
ハードラップとニールセンは第二次世界大戦後に反逆罪で服役していたホーセンズ州立刑務所で同じ房に入っていたことがあった。獄中では二人ともアジア哲学やヨガ、催眠術に強い関心を寄せていた。
強盗事件後に警察はニールセンが催眠術を使ってハードラップを操り、銀行強盗とそれに関連する殺人を犯したのではないかと疑い始めた。この仮説は、ホーセンス州立刑務所の囚人や看守の40人の目撃証言によって裏付けられた。これらの証言は、ハードラップが刑務所内ですでにニールセンの精神的コントロール下にあったことを示唆していた。看守や囚人たちは、ニールセンが操り人形のようにハードルップを操り、まるでトランス状態にあるかのようにハードルップを行動させることができたと報告している。
また、ニールセンはハードラップに定期的に催眠術をかけていたと何人かの仲間の受刑者に話していた。
捜査は法医学捜査官のローランド・オルセンが指揮を執りました。オルセンは、警察署の主任精神科医であるマックス・シュミットと、ポール・ライター博士が協力した。 
マックス・シュミットとポール・ライターは、暗示と催眠術を使ってハードラップの精神状態と催眠術に対する感受性を探った。ポール・リーターは長年、犯罪行為への催眠術の利用について研究しており、他人に催眠術をかけて犯罪を犯させることは可能だと考えていました。リーターは広範な聞き取り調査を行い、ハードラップの家族や近親者に何度も聞き取り調査を行った。この聞き取り調査は、ハードラップの精神状態に関するリーターの結論の証拠となった。裁判では、催眠術をかけられて、その人が通常しないようなことをしても、その行為がその人から見て道徳的に正当である限り、その人がすることができるという事実を特に語ったのは、ライターでした。ライターの説によれば、ニールセンは獄中ですでにハードラップを精神的、感情的に操り始めており、最終的にハードラップは殺人を犯すことを容認するだけでなく、必然的な行為とさえ感じるようになった。このようなレベルの操作は、ニールセンがしばしば繰り返した催眠暗示によって可能となり、強化された。
複数の作家が「反社会的行為や犯罪行為と催眠：ケーススタディ」など、このテーマに関する多くの出版物を執筆している。
1955年、ニールセンは裁判で無期懲役を宣告されヘルステッドベスター刑務所に服役した。
実行犯のハードラップは催眠状態により心神喪失無罪になり精神病院に強制入院させられた。
デンマークの最高裁判所はニールセンの無期懲役判決を支持して事件の再審を拒否した。最高裁の決定時、デンマーク医学法律評議会は、レイターの説を肯定も否定もできないと述べていた。しかし、1956年12月、事件ファイルを徹底的に調査した後、評議会はこの事件に関する最後の公的声明を発表し、ハードラップの精神状態に重大な精神障害があったこと、すなわち、他人の影響、この状況では催眠が関係していたことを認定した。数年後、ストラスブール人権裁判所の小委員会は、特別な検討のためにこの事件を再開しました。1960年、小委員会はニールセンがデンマークの司法当局によって適切に有罪判決を受けたと判断した。この判断は、1961年に人権裁判所によってさらに支持された。1967年、ニールセンとハードラップはそれぞれ個別に釈放された。ニールセンは1974年に青酸カリで自殺した。ハードラップは2012年に死去した。

## 関連作品
- 催眠殺人事件を題材にした映画『Murderous Trance (The Guardian Angel)』が2018年に初公開された。この映画は『ガーディアン・エンジェル　洗脳捜査X』の邦題で日本でも公開されている。
- Justitsmord (sagen om hypnosemordene), Henrik Werner Hansen, Forlaget Rosenkilde & Bahnhof, ISBN 978-87-71280-97-5